# Limnebius cruzei
Limnebius cruzei är en skalbaggsart som beskrevs av Manfred A. Jäch 1982. Limnebius cruzei ingår i släktet Limnebius och familjen vattenbrynsbaggar. Inga underarter finns listade i Catalogue of Life.